# Сент-Джон Си Догз
«Сент-Джон Си Догз» (англ. Saint John Sea Dogs) — молодёжный хоккейный клуб из города Сент-Джон, Нью-Брансуик, Канада. Выступает в Главной юниорской хоккейной лиге Квебека (QMJHL), одной из трёх лиг, составляющих Канадскую хоккейную лигу (CHL).
В 2011 году «Си Догз» стали первой командой из Атлантической Канады, выигравшей Мемориальный кубок. В 2022 году «Си Догз» выиграли второй Мемориальный кубок. Команда также три раза становилась чемпионом QMJHL в 2011, 2012 и 2017 годах, и три раза подряд становилась победителем регулярного сезона.  

## Рекорды команды
| Рекорды команды за один сезон      |       |         |
| Статистика                         | Всего | Сезон   |
| Очки                               | 119   | 2010–11 |
| Победы                             | 58    | 2010–11 |
| Наибольшее кол-во забитых шайб     | 324   | 2010–11 |
| Наименьшее кол-во пропущенных шайб | 165   | 2010–11 |